# Nekrassowo (Kaliningrad, Osjorsk)
Nekrassowo (russisch Некра́сово; prußisch Karpaw, deutsch bis 1938 (Groß) Karpowen, 1938–1945 Karpauen) ist eine Siedlung (possjolok) im Rajon Osjorsk der russischen Oblast Kaliningrad. Der Ort gehört zur kommunalen Selbstverwaltungseinheit Munizipalkreis Osjorsk.

## Geographie
Der Ort liegt westlich der Ilme (russisch: Borodinka) und 22 km westlich der Rajonstadt Osjorsk (Darkehmen). Er ist zu erreichen über den Abzweig Malzewo (Klein Karpowen/Klein Karpau) an der Regionalstraße 27A-025 (ex R508), die von Osjorsk bis nach Snamensk (Wehlau) führt. Ein Bahnanschluss besteht nicht.

## Ortsname
Der prußische Name weist auf den Bewuchs mit Flechten und Moos hin.

### Entwicklung des Ortsnamens
- ursprünglich Carpaw
- 1785: Groß Carpowen (Festsetzung einer Zusatzbezeichnung)
- 1871: Groß Karpowen (Feststellung der Schreibweise)
- 1928: Karpowen (Wegfall der Zusatzbezeichnung)
- 16. Juli 1938: Karpauen (Namensänderung)
- 1947: Nekrassowo (Umbenennung)

## Geschichte
Groß Karpowen bzw. Karpauen war bis 1945 eine Landgemeinde, bis 1928 außerdem ein Gutsbezirk im Kreis Darkehmen (1938 Kreis Angerapp, 1939–1945 Landkreis Angerapp) im Regierungsbezirk Gumbinnen der preußischen Provinz Ostpreußen. 1928 wurden in eine neu formierte Landgemeinde Karpowen die bisherigen Gutsbezirke Groß Carpowen, Carlswalde (russisch nach 1945: Kolossowo, heute zu Malzewo) und Schikarowen (1938–1945 Anwiese, russisch nach 1945: Bratskoje, nicht mehr existent) eingegliedert. Die Zahl der Einwohner stieg von 203 im Jahre 1885, über 262 1907, auf 371 1933 und betrug 1939 noch 347.
Im Januar 1945 wurde der Ort von der Roten Armee besetzt. Die neue Polnische Provisorische Regierung ging zunächst davon aus, dass er mit dem gesamten Kreis Darkehmen (Angerapp) unter ihre Verwaltung fallen würde. Im Potsdamer Abkommen (Artikel VI) von August 1945 wurde die neue sowjetisch-polnische Grenze aber unabhängig von den alten Kreisgrenzen anvisiert, wodurch der Ort unter sowjetische Verwaltung kam. Im Juni 1947 erhielt der Ort den in Russland sehr häufig vorkommenden Namen Nekrassowo und wurde gleichzeitig Sitz eines Dorfsowjets im Rajon Osjorsk. Die polnische Umbenennung des Ortes in Karpowo im Juli 1947 wurde nicht mehr wirksam. Von 2008 bis 2014 gehörte Nekrassowo zur Landgemeinde Nowostrojewskoje selskoje posselenije, von 2015 bis 2020 zum Stadtkreis Osjorsk und seither zum Munizipalkreis Osjorsk.

### Amtsbezirk Karpowen
Zwischen 1874 und 1939 war Karpowen Amtsdorf und namensgebender Ort für einen Amtsbezirk. Der Amtsbezirk Karpowen wurde am 6. Mai 1874 aus zwei Landgemeinden und elf Gutsbezirken gebildet:
| Name (bis 1938)                  | Name (1938–1946) | Name (ab 1946)  | Bemerkungen                                           |
| -------------------------------- | ---------------- | --------------- | ----------------------------------------------------- |
| Landgemeinden:                   |                  |                 |                                                       |
| Groß Carpowen, ab 1928: Karpowen | Karpauen         | Nekrassowo      |                                                       |
| Groß Illmen                      | --               | Pogranitschnoje | 1937 in den Amtsbezirk Lingaworen eingegliedert       |
| Gutsbezirke:                     |                  |                 |                                                       |
| Albrechtau                       | Albrechtau       | Aljoschkino     | ab 1928: Landgemeinde                                 |
| Carlswalde                       | Karlswalde       | Kolossowo       | 1928 in die Landgemeinde Karpowen eingegliedert       |
| Groß Karpowen                    | --               | Nekrassowo      | 1928 in die Landgemeinde Karpowen eingegliedert       |
| Illmen, Wald                     | --               | --              | --                                                    |
| Jautecken                        | Friedeck         | Juschnoje       | ab 1928: Landgemeinde                                 |
| Klein Illmen                     | --               | --              | --                                                    |
| Kowarren                         | Kleinfriedeck    | Saosjornoje     | 1928 in die Landgemeinde Jautecken eingegliedert      |
| Lehnthal                         | Lehnthal         | Cholmy          | 1928 in die Landgemeinde Albrechtau eingegliedert     |
| Lenkehlischken                   | Gutbergen        | Gogolewskoje    | ab 1928: Landgemeinde                                 |
| Menkimmen                        | Menken           | Demidowka       | 1928 in die Landgemeinde Lenkehlischken eingegliedert |
| Schikarowen                      | Anwiese          | Bratskoje       | 1928 in die Landgemeinde Karpowen eingegliedert       |

Am 12. Januar 1939 wurde der Amtsbezirk Karpowen in „Amtsbezirk Albrechtau“ umbenannt und der Amtssitz verlegt. Von den bisher dem Amtsbezirk Karpowen zugehörigen Gemeinden gehörten bis 1945 nur noch die vier Gemeinden Albrechtau (Aljoschkino), Friedeck (Juschnoje), Gutbergen (Gogolewskoje) und Karpauen (Nekrassowo). Zwei von ihnen existieren auch heute noch.

### Nekrassowski selski Sowet 1947–2008
Der Dorfsowjet Nekrassowski selski Sowet (ru. Некрасовский сельский Совет) wurde im Juni 1947 eingerichtet. Der Verwaltungssitz des Dorfsowjets war zunächst der Ort Nekrassowo. In den 1950er oder 1960er Jahren wurde der Westteil  Nowostrojewski selski Sowet an den Nekrassowski selski Sowet angeschlossen. Vor 1988 wurde der Verwaltungssitz nach Malzewo verlegt. Nach dem Zerfall der Sowjetunion bestand die Verwaltungseinheit als Dorfbezirk Nekrassowski selski okrug (ru. Некрасовский сельский округ). Im Jahr 2008 wurden die verbliebenen Orte des Dorfbezirks Nekrassowski in die neu gebildete Landgemeinde Nowostrojewskoje selskoje posselenije eingegliedert.
| Ortsname                          | Name bis 1947/50                                          | Bemerkungen |
| --------------------------------- | --------------------------------------------------------- | --- |
| Abelino (Абелино)                 | Adamsheide                                                | Der Ort wurde 1947 umbenannt. |
| Ablutschje (Аблучье)              | Kurkenfeld                                                | Der Ort wurde 1947 umbenannt. |
| Aljoschkino (Алёшкино)            | Albrechtau                                                | Der Ort wurde 1947 umbenannt und war zunächst in den Dorfsowjet Oljochowski eingeordnet.                                                                       |
| Belabino (Белабино)               | Szidlack/Schidlack, 1938–1945:„Schiedelau“                | Der Ort wurde 1947 umbenannt. |
| Belinskoje (Белинское)            | Abellienen, 1938–1945:„Ilmenhagen“                        | Der Ort wurde 1947 umbenannt. |
| Bratskoje (Братское)              | Schikarowen, 1938–1945:„Anwiese“                          | Der Ort wurde 1950 umbenannt und vor 1975 verlassen. |
| Chmeljowo (Хмелёво)               | Friedrichsfelde                                           | Der Ort wurde 1950 umbenannt und vor 1975 verlassen. |
| Cholmy (Холмы)                    | Lehnthal                                                  | Der Ort wurde 1950 umbenannt und vor 1975 verlassen. |
| Dnjeprowskoje (Днепровское)       | Lonschken                                                 | Der Ort wurde 1947 umbenannt und vor 1975 verlassen. |
| Donskoje (Донское)                | Elkinehlen, 1938–1945:„Elken“                             | Der Ort wurde 1947 umbenannt und war zunächst in den Dorfsowjet Nowostrojewski eingeordnet.                                                                    |
| Filippowka (Филипповка)           | Philippsthal                                              | Der Ort wurde 1947 umbenannt. |
| Garschino (Гаршино)               | Wilhelmssorge                                             | Der Ort wurde 1950 umbenannt und vor 1988 verlassen. |
| Gerzeno (Герцено)                 | Gnädtken                                                  | Der Ort wurde 1950 umbenannt und 1997 an den Ort Ablutschje angeschlossen.                                                                                     |
| Ilmowka (Ильмовка)                | Ernstwalde                                                | Der Ort wurde 1950 umbenannt und 1997 an den Ort Malzewo angeschlossen.                                                                                        |
| Jurjewo (Юрьево)                  | Julienfelde                                               | Der Ort wurde 1947 umbenannt und war zunächst in den Dorfsowjet Nowostrojewski eingeordnet. Er wurde vermutlich vor 1988 an den Ort Kirpitschny angeschlossen. |
| Kasatschje (Казачье)              | Piontken, 1938–1945:„Waldkerme“, und Lindenhof (Sägewerk) | Der Ort wurde 1950 umbenannt und vor 1975 verlassen. |
| Kirpitschny (Кирпичный)           | Luisenhof                                                 | Der Ort wurde 1997 an den Ort Sadowoje angeschlossen. |
| Kolossowo (Колосово)              | Karlswalde                                                | Der Ort wurde 1950 umbenannt und vermutlich vor 1988 an den Ort Malzewo angeschlossen.                                                                         |
| Krasnaja Poljana (Красная Поляна) | Rodwalde                                                  | Der Ort wurde 1950 umbenannt und war zunächst in den Dorfsowjet Oljochowski eingeordnet. Er wurde vor 1975 verlassen.                                          |
| Kusnetschny (Кузнечный)           | Ostlöpschen, 1938–1945:„Ostilmen“                         | Der Ort wurde 1997 aus dem Ortsregister gestrichen. |
| Kusnezowo (Кузнецово)             | Lindenhof (Gut)                                           | Der Ort wurde 1950 umbenannt und vor 1976 verlassen. |
| Lermontowo (Лермонтово)           | Leputschen, 1938–1945:„Oberschwalben“                     | Der Ort wurde 1947 umbenannt und war zunächst in den Dorfsowjet Nowostrojewski eingeordnet. Er wurde vermutlich vor 1988 an den Ort Sadowoje angeschlossen.    |
| Luschki (Лужки)                   | Tarputschen, 1938–1945:„Sauckenhof“                       | Der Ort wurde 1947 umbenannt und war zunächst in den Dorfsowjet Nowostrojewski eingeordnet.                                                                    |
| Maloje Belabino (Малое Белабино)  | Lousianna, 1938–1945:„Luisenpark“                         | Der Ort wurde 1950 umbenannt und vor 1975 verlassen. |
| Malzewo (Мальцево)                | Klein Karpowen, 1938–1945:„Klein Karpau“                  | Der Ort wurde 1947 umbenannt und war seit vor 1988 der Verwaltungssitz.                                                                                        |
| Medwedewka (Медведевка)           | Muldszehlen/Muldschehlen, 1938–1945:„Muldenwiese“         | Der Ort wurde 1947 umbenannt und war zunächst in den Dorfsowjet Nowostrojewski eingeordnet.                                                                    |
| Morosowo (Морозово)               | Adamsfelde                                                | Der Ort wurde 1950 umbenannt und war zunächst in den Dorfsowjet Nowostrojewski eingeordnet. Er wurde vor 1988 verlassen.                                       |
| Nekrassowo (Некрасово)            | (Groß) Karpowen, 1938–1945:„Karpauen“                     | Verwaltungssitz bis vor 1988 |
| Nikolajewka (Николаевка)          | Waldburg                                                  | Der Ort wurde 1947 umbenannt. |
| Nilowo (Нилово)                   | Groß Polleyken, 1938–1945:„Groß Polleiken“                | Der Ort wurde 1947 umbenannt. |
| Nowoje Nilowo (Новое Нилово)      | Klein Polleyken, 1938–1945:„Klein Polleiken“              | Der Ort wurde 1950 umbenannt und vor 1975 verlassen. |
| Ogorodnoje (Огородное)            | Ernsthof                                                  | Der Ort wurde 1950 umbenannt und war zunächst in den Dorfsowjet Nowostrojewski eingeordnet.                                                                    |
| Opuschki (Опушки)                 | Wolfshöhe                                                 | Der Ort wurde 1947 umbenannt. |
| Pawlowo (Павлово)                 | Sonnenberg                                                | Der Ort wurde 1950 umbenannt. |
| Pogranitschny (Пограничный)       | Rogalwalde                                                | Der Ort wurde 1950 umbenannt und war zunächst in den Dorfsowjet Nowostrojewski eingeordnet. Er wurde vor 1988 verlassen.                                       |
| Praslowo (Праслово)               | Schönefeld                                                | Der Ort wurde 1947 umbenannt. |
| Repino (Репино)                   | Gravenort                                                 | Der Ort wurde 1947 umbenannt und war zunächst in den Dorfsowjet Nowostrojewski eingeordnet. Er wurde vor 1975 verlassen.                                       |
| Sadowoje (Садовое)                | Szallgirren/Schallgirren, 1938–1945:„Kreuzhausen“         | Der Ort wurde 1947 umbenannt und war zunächst in den Dorfsowjet Nowostrojewski eingeordnet.                                                                    |
| Scheluchowo (Шелухово)            | Adlig Kermuschienen, 1938–1945:„Kermen“                   | Der Ort wurde 1950 umbenannt und vor 1975 verlassen. |
| Snamenka (Знаменка)               | Karlshof                                                  | Der Ort wurde 1950 umbenannt und war zunächst in den Dorfsowjet Nowostrojewski eingeordnet. Er wurde vor 1975 verlassen.                                       |
| Tichomirowka (Тихомировка)        | Tatarren                                                  | Der Ort wurde 1947 umbenannt und war zunächst in den Dorfsowjet Nowostrojewski eingeordnet.                                                                    |
| Uslowoje (Узловое)                | Plagbuden                                                 | Der Ort wurde 1950 umbenannt und vor 1988 verlassen. |
| Wassiljewka (Васильевка)          | Neuhöhe                                                   | Der Ort wurde 1947 umbenannt. |
| Wetletschebniza (Ветлечебница)    |                                                           | Lage? Der Ort wurde 1997 aus dem Ortsregister gestrichen. |
| Wischnjowy (Вишнёвый)             | Daubischken, 1938–1945:„Kleinkreuzhausen“                 | Der Ort wurde 1950 umbenannt und war zunächst in den Dorfsowjet Nowostrojewski eingeordnet. Er wurde vermutlich vor 1988 an den Ort Kirpitschny angeschlossen. |
| Wolschskoje (Волжское)            | Potrempschen, 1938–1945:„Kleinlugau“                      | Der Ort wurde 1950 umbenannt und war zunächst in den Dorfsowjet Nowostrojewski eingeordnet. Er wurde vor 1975 verlassen.                                       |
| Woroschilowo (Ворошилово)         | Pollaschen, 1938–1945:„Reichenwald“                       | Der Ort wurde 1950 umbenannt und vor 1988 verlassen. |

## Kirche

### Kirchengebäude
Die kleine Kirche in Nekrassowo wurde wohl 1860 gebaut, aber erst 1898 eingeweiht. Den Zweiten Weltkrieg überstand sie unversehrt, wurde dann allerdings zweckentfremdet und als Lagerhalle genutzt. In der Südseite befindet sich eine Öffnung, die wohl als Fahrzeugzufahrt fungierte. Die Fenster und Eingänge sind zugemauert. Seit 1995 wird das Gotteshaus nicht mehr benutzt und verfällt zusehends.

### Kirchspiel
Mit Wirkung vom 1. Januar 1863 wurde in Groß Karpowen ein evangelisches Pfarramt errichtet. Es gehörte bis 1945 zum Kirchenkreis Darkehmen (Angerapp) in der Kirchenprovinz Ostpreußen der Kirche der Altpreußischen Union.
Während der Zeit der Sowjetunion waren alle kirchlichen Aktivitäten untersagt. Erst in den 1990er Jahren bildeten sich in der Oblast Kaliningrad neue Gemeinden, die sich der Propstei Kaliningrad innerhalb der Evangelisch-Lutherischen Kirche Europäisches Russland zuordneten. Das nächstgelegene Pfarramt ist das der Salzburger Kirche  in Gussew (Gumbinnen).
Der Pfarrsprengel Groß Karpowen nahm vor 1945 unter den Kirchspielen Ostpreußens eine besondere Stellung ein, denn etwa die Hälfte einschließlich des Kirchhofes Karpowen gehörte dem Landkreis Darkehmen/Angerapp, die andere Hälfte dem Landkreis Gerdauen an. Im Kirchspiel gab es elf Gemeinden mit insgesamt 2965 registrierten Einwohnern (nach der Volkszählung am 17. Mai 1939).

#### Bereich Darkehmen (Angerapp)
1. Karpauen (bis 1938: Groß Karpowen/seit 1946: Nekrassowo)
- Anwiese (Schikarowen/Bratskoje)
- Karlswalde (Kolossowo)

Letzter Bürgermeister war Erich Mrosek.
2. Kermen (Adlig Kermuschienen/Scheluchowo)
- Lindenhof (Kusnezowo)

Letzter Bürgermeister war Paul Riech
3. Gutbergen (Lenkehlischken/Gogolewskoje)
- Gut Menken (Menkimmen/Demidowka)

Letzter Bürgermeister war Heinz Bagdahn
4. Albrechtau (Aljoschkino)
- Lehntal (Cholmy)

Letzter Bürgermeister war Heinrich Müller, davor Sprengel
5. Schiedelau (Szidlack, Schidlack/Belabino)
- Neuwalde

Letzter Bürgermeister war Richard Grau, davor Karl Rudat
6. Adamsheide (Abelino)
- Louisianna (Luisenpark/Maloje Belabino) mit Vorwerk Babbeln
- Friedrichsfelde (Sapolje)
- Sonnenberg (Pawlowo)

Letzter Bürgermeister war Fritz Braun, davor 1929 Fritz Girod
7. Rogalwalde (Pogranitschny)
- Neusorge
- Ernsthof (Ogorodnoje)

Letzter Bürgermeister war Walter Berger.

#### Bereich Gerdauen
8. Waldburg (Nikolajewka) mit Vorwerken Neuhöhe (Wassiljewka) und Philippsthal (Filippowka)
- Klein Karpau (Klein Karpowen/Malzewo)
- Ernstwalde (Ilmowka)

Letzter Bürgermeister war Walter Tieler 1938–1945, ca. 1934–1938 ……… Weege, davor Ferdinand Heft, Robert Ewert
9. Kurkenfeld (Ablutschje) mit Vorwerken Rodwalde und Mittwalde (Mitschullen)
- Charlottenwalde (Charlottenruh) mit Vorwerk Gnädtken
- Schönefeld (Praslowo)

Letzter Bürgermeister war Robert Laleike
10. Polleiken
- Groß Polleiken (Groß Polleyken/Nilowo), mit Vorwerk Reichenwald (Pollaschen)
- Klein Polleiken (Klein Polleyken/Nowoje Nilowo)

Letzter Bürgermeister war Gustav Hollstein, Letzter Amtsvorsteher war Fritz Paschkewitz
Einwohner: 233 (1939)
11. Plagbuden (Uslowoje)
- Wolfshöhe (Opuschki)
- Ilmenhagen (Abellienen/Belinskoje)

Letzter Bürgermeister war Emil Herman.

### Pfarrer
Zwischen 1847 und 1945 amtierten in Groß Karpowen 11 Geistliche (Pfarrer sowie Hilfsprediger):
| - Alexander Besch, 1847–1856 (Hpr.) - Johann Eduard Siebert, 1856–1863 (Hpr.) - Eduard Heinrich A. von Schaewen, 1864–1870 - Wilhelm Gustav Adolf Dittmar, 1870–1882 - Johann Friedrich Otto Lange, 1883–1892 - Karl Robert Bruno Strehl, 1892–1904 | - Fedor Hugo Gerlach, 1896 (Hpr.) - Heinrich Johannes Franz Schibalski, 1904–1906 - Ernst Rudolf M. Wohlfromm, 1906–1928 - Dietrich Glüer, 1931–1934 - Ernst Salkowski, 1934–1945 |